# Revenge Body with Khloé Kardashian
Revenge Body with Khloé Kardashian là một chương trình truyền hình thực tế của Mỹ với sự tham gia của Khloé Kardashian đã được công chiếu trên đài truyền hình cáp E! vào ngày 12 tháng 1 năm 2017. Chương trình công bố lần đầu vào ngày 16 tháng 12 năm 2015, mỗi tập phim có hai nhân vật chính, những người được cải tạo diện mạo nhờ sự hỗ trợ của các huấn luyện viên và nhà tạo mẫu cá nhân sẽ có một "sự thay đổi lớn từ trong ra ngoài". Một tập xem trước đặc biệt được phát sóng vào ngày 23 tháng 11 năm 2016. Vào ngày 18 tháng 4 năm 2017, E! đã tái khởi động chương trình cho mùa thứ hai được công chiếu vào ngày 7 tháng 1 năm 2018. Vào ngày 3 tháng 5 năm 2019, E! tái khởi động mùa thứ ba, công chiếu vào ngày 7 tháng 7 năm 2019.
"Chúng tôi rất vui mừng được hợp tác với Khloé Kardashian để giúp những người xứng đáng có được sự "báo thù" tuyệt đỉnh nhất", Jeff Olde, một nhà sản xuất điều hành của mạng cho biết. "Bằng cách khai thác nguồn tài nguyên không giới hạn của cô ấy, Khloé mang đến những sự biến hình theo chuẩn Hollywood thực sự," ông cũng nói thêm.

## Tập phim
| Mùa | Mùa | Số tập | Số tập | Phát sóng gốc       | Phát sóng gốc       |
| Mùa | Mùa | Số tập | Số tập | Phát sóng lần đầu   | Phát sóng lần cuối  |
| --- | --- | ------ | ------ | ------------------- | ------------------- |
|     | 1   | 8      | 8      | 12 tháng 1 năm 2017 | 2 tháng 3 năm 2017  |
|     | 2   | 8      | 8      | 7 tháng 1 năm 2018  | 4 tháng 3 năm 2018  |
|     | 3   | 8      | 8      | 7 tháng 7 năm 2019  | 25 tháng 8 năm 2019 |
|     | 4   | TBA    | TBA    | ( )                 | ( )                 |

### Phần 1 (2017)
| TT. tổng thể | TT. trong mùa phim | Tiêu đề                                    | Ngày phát hành gốc  | Người xem tại US (triệu) |
| ------------ | ------------------ | ------------------------------------------ | ------------------- | ------------------------ |
| 1            | 1                  | "Muscle Cub & The Duff"                    | 12 tháng 1 năm 2017 | 0.63                     |
| 2            | 2                  | "Softball Sweethearts & Former Footballer" | 19 tháng 1 năm 2017 | 0.41                     |
| 3            | 3                  | "Revenge-ance & Uber-entitled"             | 26 tháng 1 năm 2017 | 0.36                     |
| 4            | 4                  | "The Former Addict & the Future Bride"     | 2 tháng 2 năm 2017  | 0.45                     |
| 5            | 5                  | "Untying the Knot & Giraffically Sexy"     | 9 tháng 2 năm 2017  | 0.37                     |
| 6            | 6                  | "The Lost Voice & Half-Baked"              | 16 tháng 2 năm 2017 | 0.37                     |
| 7            | 7                  | "From Mom to MILF"                         | 23 tháng 2 năm 2017 | 0.38                     |
| 8            | 8                  | "Typecast & Camera Shy"                    | 2 tháng 3 năm 2017  | 0.32                     |

### Phần 2 (2018)
| TT. tổng thể | TT. trong mùa phim | Tiêu đề                                      | Ngày phát hành gốc  | Người xem tại US (triệu) |
| ------------ | ------------------ | -------------------------------------------- | ------------------- | ------------------------ |
| 9            | 1                  | "Web of Lies & Mommy Issues"                 | 7 tháng 1 năm 2018  | TBD                      |
| 10           | 2                  | "Invisible Girl & Living a Lie"              | 14 tháng 1 năm 2018 | TBD                      |
| 11           | 3                  | "Model, Interrupted & The Basic Bitch"       | 15 tháng 1 năm 2018 | TBD                      |
| 12           | 4                  | "Lost Identity & Never Been Kissed"          | 21 tháng 1 năm 2018 | TBD                      |
| 13           | 5                  | "Binge Eating Bachelorette & Drill Sergeant" | 11 tháng 2 năm 2018 | 0.32                     |
| 14           | 6                  | "Eye of the Tiger & The Other Woman"         | 18 tháng 2 năm 2018 | TBD                      |
| 15           | 7                  | "The Excuse Queen & The Pop Star"            | 25 tháng 2 năm 2018 | TBD                      |
| 16           | 8                  | "The Odd Couple & the Ex Factor"             | 4 tháng 3 năm 2018  | TBD                      |

### Phần 3 (2019)
| TT. tổng thể | TT. trong mùa phim | Tiêu đề                                         | Ngày phát hành gốc  | Người xem tại US (triệu) |
| ------------ | ------------------ | ----------------------------------------------- | ------------------- | ------------------------ |
| 17           | 1                  | "Love Me, for Me"                               | 7 tháng 7 năm 2019  | 0.23                     |
| 18           | 2                  | "The Twins & the Bullied Brother"               | 14 tháng 7 năm 2019 | 0.23                     |
| 19           | 3                  | "Becoming Amy & From Scrawny to Brawny"         | 21 tháng 7 năm 2019 | N/A                      |
| 20           | 4                  | "Hungry for Love and the Fighter"               | 28 tháng 7 năm 2019 | N/A                      |
| 21           | 5                  | "The Widow and the Hollywood Executive"         | 4 tháng 8 năm 2019  | N/A                      |
| 22           | 6                  | "The Emotional Eater and the Dancer"            | 11 tháng 8 năm 2019 | N/A                      |
| 23           | 7                  | "The Single Mom and the Disappointing Daughter" | 18 tháng 8 năm 2019 | N/A                      |
| 24           | 8                  | "The Mother/Daughter Duo and the Sugar Addict"  | 25 tháng 8 năm 2019 | N/A                      |

### Phần 4 (2020)
| TT. tổng thể | TT. trong mùa phim | Tiêu đề | Ngày phát hành gốc | Người xem tại US (triệu) |
| ------------ | ------------------ | ------- | ------------------ | ------------------------ |

## Phát sóng
Tại toàn cầu, loạt phim ra mắt tại Úc, Châu Âu và Châu Á dưới dạng đồng phát sóng với buổi chiếu ra mắt tại Mỹ vào ngày 13 tháng 1 năm 2017.  
Nó đã được phát sóng ở Úc trên E! (FOXTEL). Tất cả ba phần đều có sẵn để phát trực tuyến qua trang web / Ứng dụng hayu.  

## Phiên bản quốc tế
- Hy Lạp: Open TV đã mua bản quyền Revenge Body cho Hy Lạp và Síp, đồng thời công bố bản chuyển thể ngôn ngữ Hy Lạp, khởi chiếu vào ngày 16 tháng 3 năm 2019. Nó được trình bày bởi Ioanna Lili.

## Liên kế ngoài
- Website chính thức
- Revenge Body with Khloé Kardashian at TV Guide